# Callidium libani
Callidium libani là một loài bọ cánh cứng trong họ Cerambycidae.